# Moritz Thausing

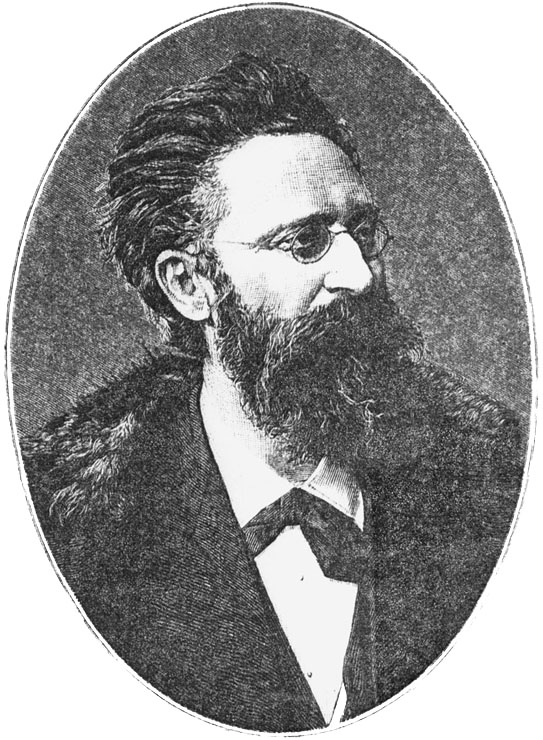
Moritz Thausing.

Moritz Thausing, född den 3 juni 1838 i Böhmen, död (genom självmord) den 11 augusti 1884, var en österrikisk konsthistoriker.
Thausing var sedan 1872 professor i konsthistoria vid Wiens universitet. Hans mest betydande arbete är den stora monografin Dürer. Geschichte seines Lebens und seiner Kunst (1875; andra upplagan 1884).